# Gorka Iturraspe Derteano
Gorka Iturraspe Derteano (nascut el 3 de maig de 1994) és un futbolista professional basc que juga com a migcampista central al CD Don Benito.

## Carrera de club

### Athletic Club
Nascut a Abadiño, Biscaia, Iturraspe va començar la seva carrera a les files de l'Athletic Club. Va patir lesions persistents al maluc que van dificultar el seu desenvolupament, tot i que encara va poder participar en la final de la Copa del Rei Juvenil 2013.
Després d'un any amb l'equip de formació, Iturraspe va debutar amb el filial el 7 de setembre de 2014, jugant en lloc de Néstor Salinas els darrers 15 minuts d'una derrota per 5-1 a casa de la SD Leioa a la Segona Divisió B. El 17 de maig de 2015, darrer partit de la temporada, va marcar el seu primer gol, en un empat 2-2 contra la SD Huesca a l'Estadi El Alcoraz; el seu equip va aconseguir l'ascens a través dels play-offs, en què va marcar la victòria per 2-0 a la primera ronda sobre el CF Villanovense.
Iturraspe va jugar el seu primer partit en una lliga professional el 30 d'agost de 2015, quan va començar com a titular en una derrota per 2-1 a Segona Divisió davant l'Elx CF. Va continuar actuant amb regularitat durant la campanya, encara que sempre va ser substituït o entrant com a substitut a causa dels seus problemes físics; després de descendir, va romandre amb l'equip B la temporada següent, tornant a fer diverses aparicions però mai no va completar els 90 minuts.

### Carrera posterior
El contracte d'Iturraspe amb l'Athletic es va rescindir l'estiu de 2017, i va passar al club de tercera divisió SD Amorebieta. Va marcar cinc gols la temporada 2018-19, el primer va ser el 9 de febrer de 2019 en un empat 1-1 a casa contra la Gimnástica de Torrelavega.
El 18 de juliol de 2019, Iturraspe va fitxar pel CE Atlètic Balears encara a la tercera categoria. Tretze mesos després, després de la derrota al play-off davant el FC Cartagena als penals, va incorporar-se al CF Rayo Majadahonda.
Després de dos anys a la Comunitat de Madrid, Iturraspe va tornar a Amorebieta. Va ajudar l'equip a tornar a la segona divisió en el primer intent, marxant el 13 de juliol de 2023.

## Vida personal
El germà gran d'Iturraspe, Ander, també va esdevenir professional en la mateixa posició. Ell també va passar a l'Athletic i va representar a Espanya a nivell internacional. Mentre que Ander va ser company de Markel Susaeta des de fa temps, Gorka va fitxar pel Rayo Majadahonda al costat del cosí d'aquest últim, Néstor.